# 1928년 동계 올림픽 피겨스케이팅
1928년 동계 올림픽의 피겨 스케이팅은 1928년 2월 14일부터 2월 19일까지 스위스 장크트모리츠에서 경기가 진행됐다. 이번 대회에서의 특이한 점은 날씨가 따뜻해져 얼음이 녹아 여자 싱글 경기에서는 얼음의 질이 나쁜 곳을 알리기 위해 빨간 깃발을 설치했다.

## 메달 요약
| 종목             | 금                                         | 은                                         | 동                                                 |
| ---------------- | ------------------------------------------ | ------------------------------------------ | -------------------------------------------------- |
| 남자 싱글 자세히 | 일리스 그라프스트룀 · 스웨덴               | 빌리 뵈클 · 오스트리아                     | 로버트 판 지브로에크 · 벨기에                      |
| 여자 싱글 자세히 | 소냐 헤니 · 노르웨이                       | 프리치 부르거 · 오스트리아                 | 비트릭스 로란 · 미국                               |
| 페어 자세히      | 프랑스 (FRA) · 앙드레 졸리 · 피에르 브뤼네 | 오스트리아 (AUT) · 릴리 숄츠 · 오토 카이저 | 오스트리아 (AUT) · 멜리타 브루너 · 루드비히 브레데 |

## 참가 국가

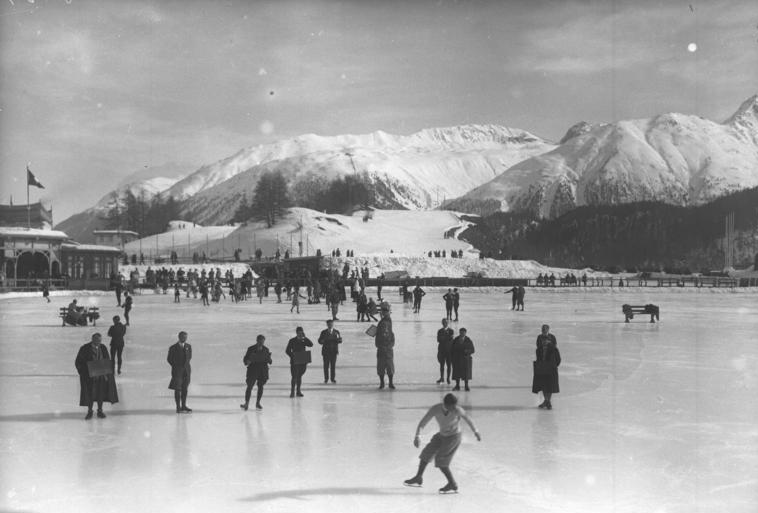
1928년 동계 올림픽에서 일리스 그라프스트룀이 피겨 스케이팅 경기를 하고 있다.

11개국으로부터 온 51명의 선수가 참가했다.
- 노르웨이 (4) (남자:0 여자:4)
- 독일 (8) (남자:3 여자:5)
- 미국 (6) (남자:3 여자:3)
- 벨기에 (2) (남자:1 여자:1)
- 스웨덴 (1) (남자:1 여자:0)
- 스위스 (2) (남자:1 여자:1)
- 영국 (5) (남자:3 여자:2)
- 오스트리아 (9) (남자:4 여자:5)
- 체코슬로바키아 (3) (남자:2 여자:1)
- 캐나다 (5) (남자:2 여자:3)
- 프랑스 (3) (남자:1 여자:2)
- 핀란드 (3) (남자:2 여자:1)

## 메달 집계
오스트리아만 1개 이상의 메달을 획득했지만, 금메달은 따지 못했다.
| 순위 | 국가       | 금메달 | 은메달 | 동메달 | 합계 |
| ---- | ---------- | ------ | ------ | ------ | ---- |
| 1    | 스웨덴     | 1      | 0      | 0      | 1    |
| 1    | 노르웨이   | 1      | 0      | 0      | 1    |
| 1    | 프랑스     | 1      | 0      | 0      | 1    |
| 4    | 오스트리아 | 0      | 3      | 1      | 4    |
| 5    | 벨기에     | 0      | 0      | 1      | 1    |
| 5    | 미국       | 0      | 0      | 1      | 1    |
|      |            |        |        |        |      |
| 총계 | 총계       | 3      | 3      | 3      | 9    |